# Volksbank Heinsberg
Die Volksbank Heinsberg eG ist eine Genossenschaftsbank mit Sitz in Heinsberg im Kreis Heinsberg. 

## Geschichte
Am 31. August 1874 gründeten  Heinsberger Bürger eine Bank in der Rechtsform einer Genossenschaft. Am 18. März 1891 fand die Umwandlung der Genossenschaft in die 	Aktiengesellschaft „Heinsberger Volksbank AG“ statt.
Am 15. März 1895 unterzeichneten 37 Männer der Gemeinde Karken im Saal Kremers in Karken die Beitrittserklärung der jungen Genossenschaft „Spar- u. Darlehenskasse Karken“. Das Gründungsjahr beendete die junge Genossenschaft mit einer Bilanzsumme von 20.000 Reichsmark. Das Eigenkapital betrug 300 Reichsmark und der Gewinn 4 Reichsmark. Bis zum Jahresende 1895 zählte die Bank 62 Mitglieder.
Durch den technischen Fortschritt und verbesserte Verkehrsmöglichkeiten nahm der Handel in der Region einen raschen Aufschwung, so dass das Jahr 1915 von der Spar- u. Darlehenskasse Karken mit 256 Mitgliedern und einer Bilanzsumme von 646.000 Reichsmark beendet werden konnte. Das Eigenkapital war auf 20.000 Reichsmark angewachsen, der Gewinn betrug 2.500 Reichsmark.
Durch den Währungsschnitt mit Einführung der Rentenmark am 25. November 1923 fiel die Bilanzsumme der Spar- u. Darlehenskasse Karken von 640.000 Reichsmark (1915) auf 166.000 Rentenmark (1925).
Nach dem Zweiten Weltkrieg konnte die deutsche Wirtschaft ihr Bruttosozialprodukt von 100 Mrd. DM (1949) auf 600 Mrd. DM 1968 vervielfachen. An dieser Entwicklung nahm auch die Spar- u. Darlehenskasse Karken teil, so dass sich die Bilanzsumme 1954 bereits auf
729.000 DM belief, fast eine Verdreifachung gegenüber 1949.

### Fusionen
Um den dadurch zwangsläufig steigenden Anforderungen von Kunden und Mitgliedern gerecht zu werden, beschloss die Generalversammlung der Spar- und Darlehnskasse Karken 1961 ein Zusammengehen mit der bis dahin selbständigen Spar- und Darlehnskasse Kempen. Noch im selben Jahr erfolgte die Umfirmierung in Raiffeisenbank Karken-Kempen. Eine enge Zusammenarbeit führte 1966 zu einer Fusion, mit der Spar- und Darlehenskasse Birgelen.
Weitere Fusionen folgten
1970: mit den Spar- und Darlehenskassen Effeld-Ophoven und Braunsrath-Laffeld
1972: mit der Spar und Darlehenskasse Waldfeucht-Breberen
Durch die große Fusion 1978 mit der Spar- und Darlehenskasse Kirchhoven verfügte man über zwölf Geschäftsstellen, um Mitglieder und Kunden zu betreuen. Gleichzeitig war die Genossenschaft im Warengeschäft tätig.
Im Jahre 1986 wies man eine Bilanzsumme von 175 Mio. DM aus, der Umsatz betrug nahezu 2 Mrd. DM und es wurden mehr als 3.900 Mitglieder betreut.
Durch die Fusion im Jahre 1991 mit der Spar- und Kreditbank Heinsberg, die 1895 als Dremmener Darlehenskassenverein gegründet wurde, hatte die Raiffeisenbank nun 14 Geschäftsstellen. Wirtschaftlich stand man mit einer Bilanzsumme von mehr als 330 Mio. DM und fast 5.800 Mitgliedern auf gesunden Füßen.
Zum hundertjährigen Bestehen im Jahr 1995 wies die Genossenschaft ein Bilanzvolumen von 475 Millionen DM auf. Mit 120 Mitarbeitern kümmerte sich die Bank in 14 Geschäftsstellen um die Finanzangelegenheiten von 28.000 Mitgliedern und Kunden.
Im Jahr 1998 wurde die derzeitige Hauptstelle, das Beratungs- u. Dienstleistungszentrum in der Siemensstraße in Heinsberg, errichtet.
2002 wurden die ersten Gespräche mit der Raiffeisenbank Selfkant eG mit Ziel einer Fusion geführt. Der Verschmelzungsvertrag wurde am 28. Februar 2005 unterzeichnet. Nach Abstimmungen auf den Vertreterversammlungen am 19. Mai 2005 in der Bürgerhalle Hastenrath und am 23. Juni 2005 in der Heinsberger Begegnungsstätte wurde der Zusammenschluss am 27. Juli 2005 in das Genossenschaftsregister eingetragen und vollzogen. Der Vorstand um Herbert Himmels und Hans-Hubert Hermanns wurde durch den ehemaligen Vorstand der Raiffeisenbank Selfkant eG, Dieter Slangen, komplettiert.
Bei der Vertreterversammlung am 12. Juni 2007 wurden die gewählten Mitgliedervertreter über Pläne für eine Fusion mit der Raiffeisenbank eG, Geilenkirchen, die schlussendlich im Jahr 2008 vollzogen wurde, informiert. Mit Fusion der Raiffeisenbank eG, Geilenkirchen, wurde der Vorstand, bestehend aus Herbert Himmels, Hans-Hubert Hermanns und Dieter Slangen, um Klaus-Dieter Kroll erweitert. Dieter Slangen schied im Oktober 2008 und Herbert Himmels im Juni 2010 aus den Vorstandsdiensten aus. Im August 2012 verabschiedete sich dann Hans-Hubert Hermanns ebenfalls in den Ruhestand. Der Aufsichtsrat bestellte zum Juli 2012, neben dem verbleibenden Vorstandsmitglied Klaus-Dieter Kroll, Thomas Giessing zum weiteren Vorstandsmitglied der Raiffeisenbank eG, Heinsberg.
Mit dem klaren Votum für eine Verschmelzung haben sowohl die Aktionäre der Heinsberger Volksbank AG als auch die gewählten Vertreter der Raiffeisenbank eG, Heinsberg, im Jahr 2015 die Fusion der beiden Bankinstitute zur Volksbank Heinsberg eG besiegelt.
Im Jahr 2020 wurde in der Presse bekannt, dass die Volksbank Heinsberg und die Aachener Bank eG fusionieren wollen. Die Fusionspläne wurden im April 2021 ad acta gelegt. Stattdessen fusionierte die Volksbank Heinsberg eG im Jahr 2022 mit der benachbarten Raiffeisenbank Erkelenz.